# الإسناد النووي
الإسناد النووي هي عملية تتبع منشأ المواد النووية التي استخدمت في انفجار نووي حيث تكون المشكلة ليست بالضرورة مشكلة مباشرة فقد يكون من الممكن الحصول على السلاح النووي من خلال السوق السوداء دون الكشف عن هويتها.

## نبذة
إن الإسناد إلى المصدر مرغوب فيه بسبب اتجاه الانتشار النووي وقد امتدت القدرة النووية من دولتين فقط (الولايات المتحدة - روسيا) حيث يمكن لجماعة إرهابية صنع قنبلة بدعم جزئي فقط.
أبدت الولايات المتحدة اهتمامها بالإسناد النووي من خلال إقرار قانون الأدلة الجنائية والإسناد النووي والذي يدعو إلى تطوير قدرات الإسناد.

## الطب الشرعي النووي
الطريقة الأساسية المستخدمة في الإسناد النووي هي الطب الشرعي النووي والخطوة الأولى في هذه العملية هي العمل الميداني.
يمكن تحديد مستويات الإشعاع بسرعة باستخدام قياس الجرعات بحيث تساعد التقارير الواردة من الناجين المحليين في تقديم أدلة مرئية.
يمكن استخدام البيانات المبكرة بالإضافة إلى البيانات الزلزالية  لإثبات أن القنبلة كانت نووية بالفعل حيث يتم شحن العينات المجمعة إلى المختبرات وتحليلها باستخدام تحليل النظائر وغيرها من الطرق وبعدها يمكن مقارنة التوقيع النظائري مع البيانات النظائرية المعروفة ويمكن تجميع التاريخ المحتمل للمواد النووية.

## المخابرات
جانب آخر من سمات الإسناد النووي هو استخدام تطبيق القانون والاستخبارات ويشمل ذلك مراقبة المواد النووية المفقودة وكذلك مرافق التخصيب المعروفة أو المشتبه فيها وغالبا ما يتم هذا مع صور الأقمار الصناعية ويمكن مقارنة هذه البيانات مع الأدلة الجنائية لزيادة احتمال الدقة.

## المشاكل
الهدف من الإسناد النووي هو تحديد مصدر المواد النووية بمستوى موثوق من الدقة وهذا يواجه عدد من الصعوبات العملية مثل:
- مقارنة العينات المجمعة بالعينات التي تم تحليلها.
- بيئة مشعة للغاية  خاصة إذا تم استخدام قنبلة قذرة.
- تدريب البشر في الموقع.